# Dysdera nicaeensis
Dysdera nicaeensis este o specie de păianjeni din genul Dysdera, familia Dysderidae, descrisă de Thorell, 1873. Conform Catalogue of Life specia Dysdera nicaeensis nu are subspecii cunoscute.